# Premio Bellas Artes de Narrativa Colima para Obra Publicada
El Premio Bellas Artes de Narrativa Colima para Obra Publicada es un galardón auspiciado por la Coordinación Nacional de Literatura del Instituto Nacional de Bellas Artes para distinguir a la mejor obra publicada. Se entrega anualmente. Fue instituido en 1980 y el primer premio lo recibió Luis Arturo Ramos.

## Ganadores
| Año  | Autor                          | País             | Obra                                       |
| ---- | ------------------------------ | ---------------- | ------------------------------------------ |
| 1980 | Luis Arturo Ramos              | México           | Violeta-Perú                               |
| 1981 | Jaime del Palacio              | México           | Parejas: tres narraciones entrelazadas     |
| 1982 | Sergio Pitol                   | México           | Cementerio de tordos                       |
| 1983 | José Agustín                   | México           | Ciudades desiertas                         |
| 1984 | Fernando Eudoro López          | Argentina        | El mejor enemigo                           |
| 1985 | Isabel Allende                 | Chile            | De amor y de sombra                        |
| 1986 | Mónica de Neymet               | México           | Las horas viva                             |
| 1987 | Hernán Lara Zavala             | México           | El mismo cielo                             |
| 1988 | Luis Arturo Ramos              | México           | Éste era un gato                           |
| 1989 | Ricardo Garibay                | México           | Taib                                       |
| 1990 | Napoleón Baccino Ponce de León | Uruguay          | Maluco                                     |
| 1991 | Carlos Montemayor              | México           | Guerra en el Paraíso                       |
| 1992 | Juan García Ponce              | México           | Crónica de la intervención                 |
| 1993 | Beatriz Espejo                 | México           | El cantar del pecador                      |
| 1994 | Berta Hiriart                  | México           | Feliz año nuevo                            |
| 1995 | Marina Fe                      | México           | Karenina Express                           |
| 1996 | Elena Garro                    | México           | Busca mi esquela & Mi primer amor          |
| 1997 | René Avilés Fabila             | México           | Los animales prodigiosos                   |
| 1998 | Olivier Debroise               | Francia · México | Crónica de las destrucciones               |
| 1999 | Gabriel Trujillo Muñoz         | México           | Espantapájaros                             |
| 2000 | Federico Campbell              | México           | Transpeninsular                            |
| 2001 | Mónica Lavín                   | México           | Café cortado                               |
| 2002 | Guillermo Fadanelli            | México           | Lodo                                       |
| 2003 | Gustavo Sainz                  | México           | A troche y moche                           |
| 2004 | Enrique Serna                  | México           | Ángeles del abismo                         |
| 2005 | David Toscana                  | México           | El último lector                           |
| 2006 | Daniel Sada                    | México           | Ritmo Delta                                |
| 2007 | Paco Ignacio Taibo II          | España · México  | Pancho Villa. Una biografía narrativa      |
| 2008 | Héctor Manjarrez               | México           | El bosque en la ciudad                     |
| 2009 | Pablo Soler Frost              | México           | Yerba americana                            |
| 2010 | Jaime Romero Robledo           | México           | El mundo de ocho espacios                  |
| 2011 | Esther Seligson                | México           | Todo aquí es polvo                         |
| 2012 | Rodrigo Garnica                | México           | Los ácratas                                |
| 2013 | Daniel Espartaco Sánchez       | México           | Autos usados                               |
| 2014 | Alberto Chimal                 | México           | Manda fuego                                |
| 2015 | Geney Beltrán Félix            | México           | Cualquier cadáver                          |
| 2016 | Ana García Bergua              | México           | La tormenta hindú y otras historias        |
| 2017 | Fabio Morábito                 | México           | Madres y perros                            |
| 2018 | Carlos Velázquez Perales       | México           | El pericazo Sarniento (selfie con cocaína) |
| 2019 | Emiliano Monge                 | México           | No contarlo todo                           |
| 2020 | Eduardo Antonio Parra          | México           | Laberinto                                  |
| 2021 | Antonio Vásquez                | México           | Señales distantes                          |
| 2022 | Alberto Ruy Sánchez            | México           | El expediente Anna Ajmátova                |
| 2023 | Gabriela Jáuregui              | México           | Feral                                      |
| 2024 | Maritza M. Buendía             | México           | Cielo cruel                                |